# カーニバル (ザ・バンドの曲)
「カーニバル」（Life Is a Carnival）は、ザ・バンドが1971年に発表した楽曲。リック・ダンコ、リヴォン・ヘルム、ロビー・ロバートソンの3人の共作で、アラン・トゥーサンがホーン・アレンジを担当した。

## 概要
リック・ダンコとリヴォン・ヘルムがある日、アルスター郡ウッドストックにあるロビー・ロバートソンのスタジオを訪ねた。ロバートソンは書きかけの「トロントの安っぽいカーニヴァルや、お祭りの見世物小屋で働いていた時代をネタにした曲」を二人に聞かせ、3人で詞とメロディを完成させた。マネージャーのアルバート・グロスマンは1969年にウッドストック近郊の集落ベアズヴィルに「ベアズヴィル・サウンド・スタジオ」をつくった。ここでザ・バンドは4枚目のアルバムのレコーディングを行った。「カーニバル」はヘルムとダンコが二人でリード・ボーカルをとった。
1971年9月15日、アルバム『Cahoots』が発売。本作はA面1曲目に収録され、また、同月にシングルカットされた。シングルはビルボード・Hot 100で72位、カナダで25位を記録した。
1972年8月に発売されたライブ・アルバム『ロック・オブ・エイジズ』にライブ・バージョンが収録された。
1978年に発売されたサウンドトラック・アルバム『The Last Waltz』にライブ・バージョンが収録された。
2021年12月10日、『Cahoots』の「50周年2CDデラックス・エディション」と「50周年スーパー・デラックス・エディション」（5枚組）が発売される。インストゥルメンタル・バージョン、ボブ・クリアマウンテンによるリミックス・バージョンなどが収録された。

## パーソネル
- リヴォン・ヘルム - ドラムズ、リード・ボーカル
- リック・ダンコ - ベース、リード・ボーカル
- リチャード・マニュエル - エレクトリック・ピアノ、バッキング・ボーカル
- ロビー・ロバートソン - エレクトリック・ギター、アコースティック・ギター
- ガース・ハドソン - オルガン
- アラン・トゥーサン - ホーン・アレンジ